# 小行星9051
小行星9051（英語：9051）是一颗围绕太阳公转的小行星。1991年10月31日，上田清二、金田宏在钏路市发现了此天体。
这颗小行星的绝对星等为45.50766561597381等。